# Boiga barnesii
Boiga barnesii är en ormart som beskrevs av Günther 1869. Boiga barnesii ingår i släktet Boiga och familjen snokar.
Artens utbredningsområde är Sri Lanka. Inga underarter finns listade. Honor lägger ägg. Exemplaren lever i kulliga regioner och i bergstrakter mellan 100 och 1200 meter över havet. De vistas i städsegröna skogar och andra fuktiga skogar. Den genomsnittliga årliga nederbördsmängden ligger lite över 3500 mm. Boiga barnesii besöker trädodlingar och trädgårdar. Den klättrar i växtligheten. Arten undviker områden med oljepalmer.
Beståndet hotas av skogens omvandling till jordbruksmark, av bekämpningsmedel och av ökande trafik. Utbredningsområdet är begränsat. IUCN listar arten som sårbar (VU).